# Пористость горной породы
По́ристость  — свойство горных пород, определяемое наличием в ней пустот — пор, трещин и каверн, содержащих нефть, газ и воду. Различают полную и открытую пористость. Полная пористость определяется объёмом всех пор в породе, открытая — сообщающихся между собой.

## Коэффициент пористости
В нефтепромысловой практике в основном используется открытая пористость, так как она способствует извлечению нефти из недр. Она определяется как отношение объёма открытых (сообщающихся) пор к объёму образца породы — коэффициент пористости (Кп). Он выражается в долях единицы или процентах. Коэффициент пористости характеризует ёмкостные свойства пород–коллекторов. Расчёт его производится по следующей формуле:
Vpor — объём сообщающихся полостей,см³; Vobr — объём образца породы, см³.
Значение коэффициента пористости зависит от формы минеральных зёрен горной породы, степени их отсортированности и уплотнения, а также от минерального состава цемента и типа цементации.
Наибольшей пористостью среди терригенных пород в естественных условиях обладают несцементированные или слабосцементированные разности. По величине поровых каналов выделяются следующие группы: сверхкапиллярные, с диаметром пор 0,508—2 мм; капиллярные — 0,0002—0,508 мм; субкапиллярные — менее 0,0002 мм.
Движение нефти и газа в сверхкапиллярных порах происходит свободно, капиллярных — при значительном участии капиллярных сил, субкапиллярных — движение жидкости практически невозможно. Породы с субкапиллярными порами относятся к непроницаемым, плотным: глины, глинистые сланцы, известняки.